# Tiros 1

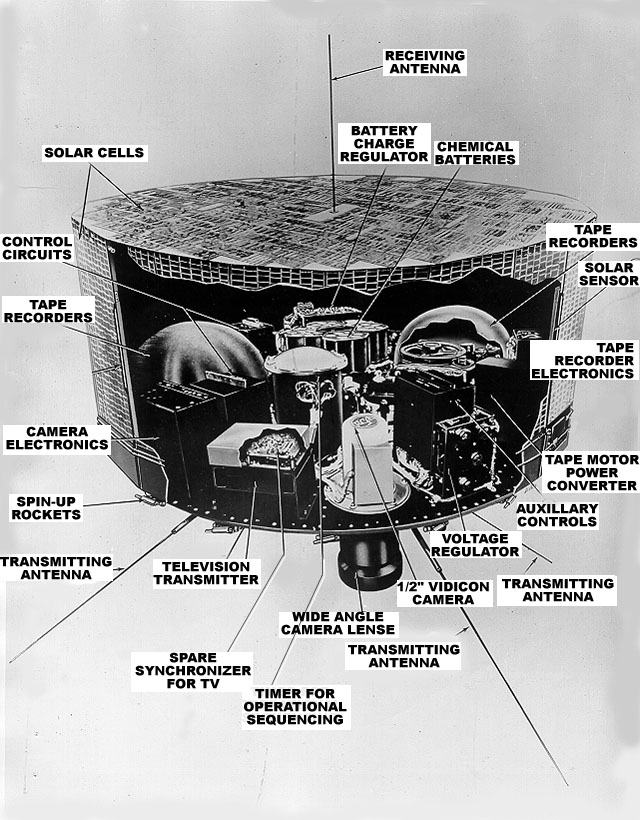
Instrument och utrustning på TIROS I.

TIROS I (eller TIROS-1) var den första framgångsrika vädersatelliten och den första i TIROS-serien (Television InfraRed Observation Satellite). Den sköts upp klockan 06.40 EST den 1 april 1960 från Cape Canaveral AFS, Florida, USA.
TIROS I hade skapats med syftet att testa experimentella tekniker för att ta televisionsbilder på vädermönster. Den placerades i en nästan cirkulär omloppsbana med altitud mellan 435,5 km och 468,28 km. Trots att TIROS I endast fungerade under 78 dagar (15 färre än planerat) var den avsevärt mer framgångsrik än Vanguard 2 för att visa att satelliter är användbara för att observera atmosfäriska förhållanden. Totalt sände satelliten 22 952 bilder tillbaka till jorden.
TIROS I var 0,48 m hög och 1,1 m i diameter. Två televisionskameror med olika upplösning rymdes i den 122,5 kg tunga farkosten. Varje kamera var utrustad med en bandspelare som lagrade bilder under tiden satelliten inte hade direktkontakt med markkontrollen. Kraftförsörjningen bestod av cirka 9 000 solceller som laddade 21 nickel-kadmiumbatterier ombord.

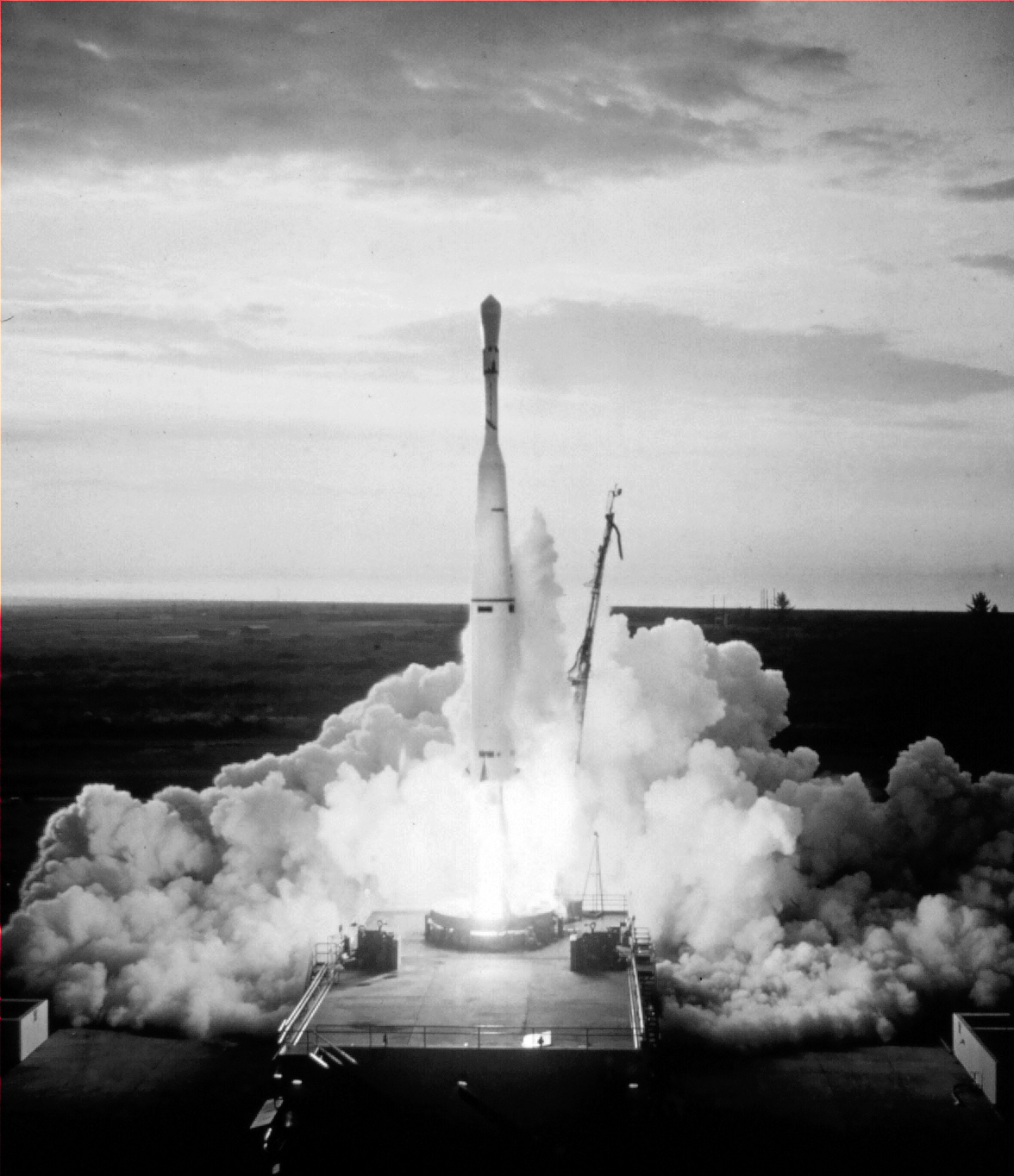
Uppskjutningen från Cape Canaveral AFS.
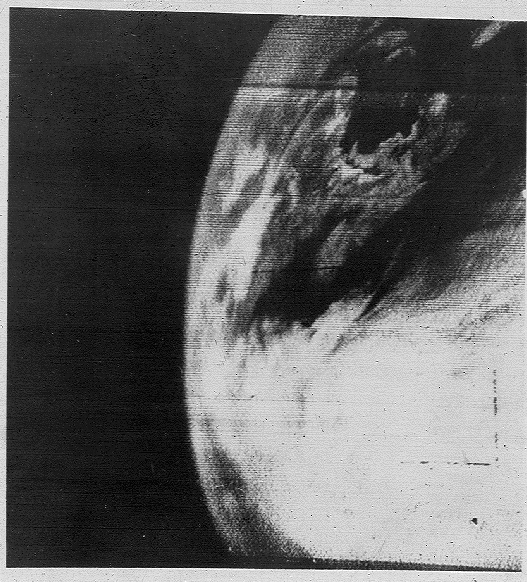
Första bilden TIROS I sände från rymden.
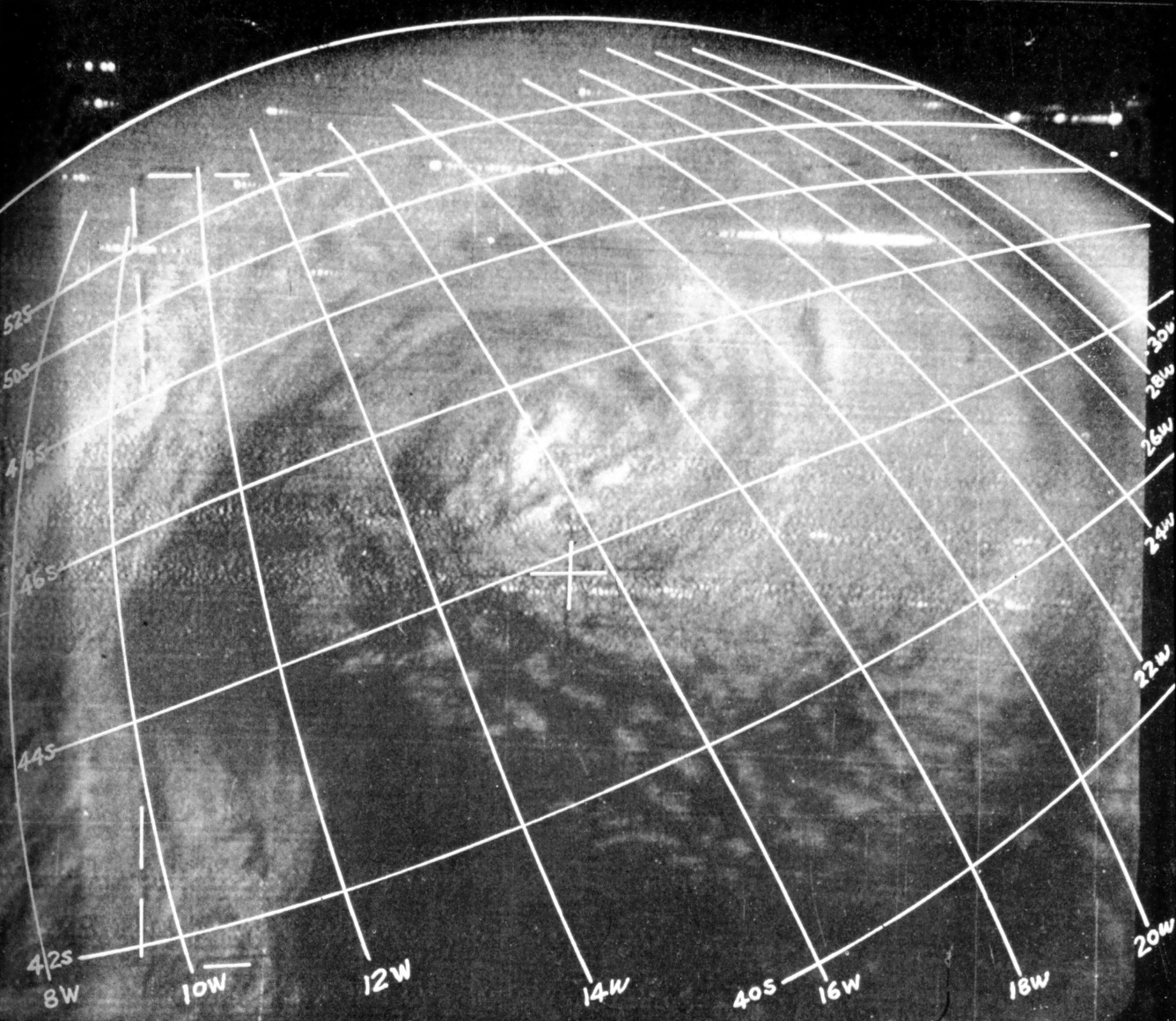
Bild tagen av TIROS I på en cyklon.